# Албаредо пер Сан Марко
Албаредо пер Сан Марко (итал. Albaredo per San Marco) је насеље у Италији у округу Сондрио, региону Ломбардија.
Према процени из 2011. у насељу је живело 349 становника. Насеље се налази на надморској висини од 928 м.

## Становништво
Према резултатима пописа становништва 2011. у општини је живело 349 становника.
| 1936. | 1951. | 1961. | 1971. | 1981. | 1991. | 2001. | 2011. |
| ----- | ----- | ----- | ----- | ----- | ----- | ----- | ----- |
| 562   | 631   | 637   | 487   | 473   | 481   | 408   | 349   |